# 불뢰브시

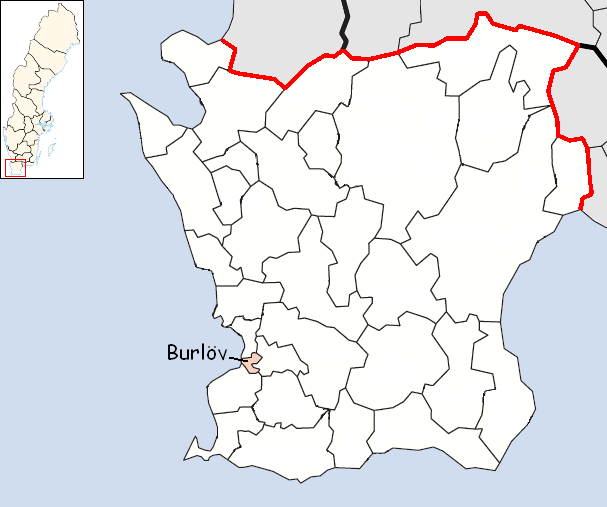
불뢰브 시의 위치

불뢰브시(스웨덴어: Burlövs kommun)는 스웨덴 스코네주에 위치한 지방 자치체로 행정 중심지는 알뢰브이며 면적은 19.2km2, 인구는 17,646명(2016년 12월 31일 기준), 인구 밀도는 920명/km2이다.

시 문장